# Catagramma codomannus
Catagramma codomannus är en fjärilsart som beskrevs av Fabricius 1781. Catagramma codomannus ingår i släktet Catagramma och familjen praktfjärilar. Inga underarter finns listade i Catalogue of Life.